# Wacker-Arena
Wacker-Arena – wielofunkcyjny stadion w Burghausen, w Niemczech. Został otwarty w 1952 roku. Może pomieścić 10 000 widzów. Swoje spotkania rozgrywają na nim piłkarze klubu SV Wacker Burghausen.
Stadion został otwarty w 1952 roku jako Stadion an der Liebigstraße. Od 2002 roku nosi nazwę Wacker-Arena. Na obiekcie dwa spotkania towarzyskie rozegrała piłkarska reprezentacja Rosji przygotowująca się do Mistrzostw Europy 2008: 28 maja 2008 roku pokonała Serbię 2:1, a 4 czerwca 2008 roku wygrała z Litwą 4:1. 26 czerwca 2019 roku na obiekcie odbył się także mecz finałowy Pucharu Regionów UEFA, w którym drużyna Dolnego Śląska pokonała Bawarię 3:2.